# تعریف اتحادیه بین‌المللی اخترشناسی از سیاره

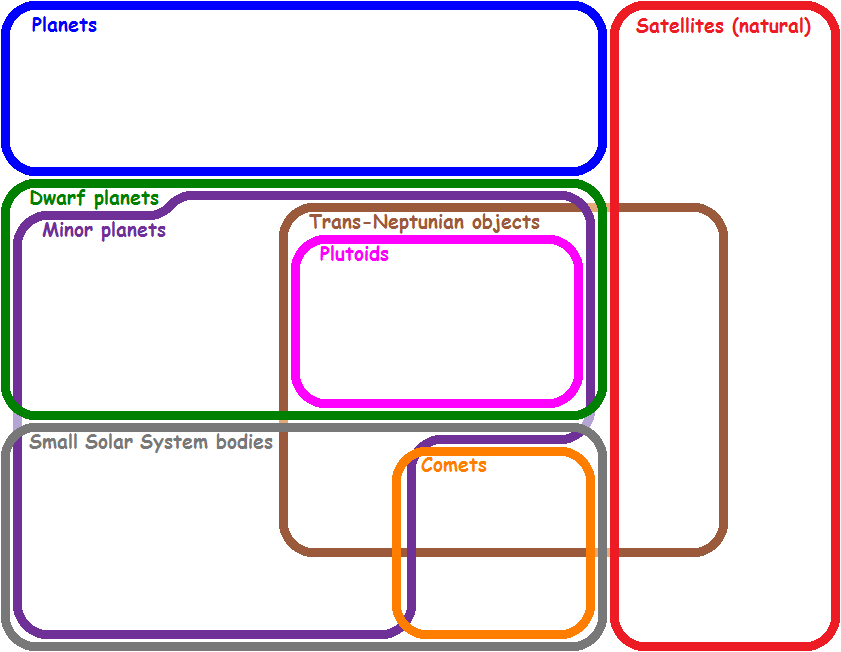
نمودار اویلری که انواع اجسام در منظومه شمسی را نمایش می‌دهد.

اتحادیه بین‌المللی اخترشناسی (IAU) در آگوست ۲۰۰۶ چنین تعریف نمود که در منظومه شمسی، سیاره یک جرم آسمانی است که:
1. درمداری به دور خورشید بگردد
2. جرم کافی برای رسیدن به تعادل هیدرواستاتیک (شکل تقریبا گرد) را داشته باشد، و
3. همسایگی اطراف مدارش را پاکسازی کرده باشد

از جمله چیزهایی که طبق این تعریف دیگر سیاره مسوب نمی‌شدند، پلوتون بود، که با آنچه پی از آن در نظرگرفته می‌شد متفاوت بود.
هر جسم غیر قمری که تنها دو شرط نخست از شرطهای بالا را داشته باشد (مانند پلوتون)، سیاره کوتوله نامیده می‌شود. طبق نظر IAU « سیارات و سیارات کوتوله، دو رده متمایز از اجسام هستند». به عبارت دیگر سیارات کوتوله در واقع سیاره نیستند. اجسام غیر قمری که تنها شرط نخست را دارا باشد، اجرام کوچک منظومه شمسی (SSSB)خوانده می‌شوند. تعریف پیشنهادی دیگری نیز ارائه شد سیارات کوتوله را به عنوان زیررده‌ای از سیارات می‌شناخت، اما اعضای IAU این پیشنهاد را رد کردند. این تعریف بسیار بحث‌برانگیز بود و حمایت و انتقاد بسیاری از اخترشناسان را به دنبال داشته‌است اما همچنان مورد استفاده قرار می‌گیرد.
طبق این تعریف، هشت سیاره شناخته‌شده در منظومه شمسی وجود دارند. این تعریف سیارات را از اجسام کوچکتر متایز می‌کند و برای سیارات خارج از منظومه شمسی استفاده نمی‌شود. تا به امروز تعریف پذیرفته‌شده‌ای در مورد سیارات فراخورشیدی وجود ندارد، در سال ۲۰۰۷ کارگروه IAU بیانیه‌ای منتشر نمود که سیارات فراخورشیدی را از کوتوله‌های قهوه‌ای بر پایه جرم متمایز کند اما به توافق گسترده‌ای در IAU نرسیده‌است. پیشنهاد مجزایی برای تعمیم تعریف IAU به سیارات فراخورشیدی به طور رسمی توسط IAU مورد بررسی قرار نگرفته‌است.